# Громада, Якуб
Я́куб Гро́мада (словац. Jakub Hromada; 25 мая 1996, Кошице) — словацкий футболист, полузащитник бухарестского «Рапида» и сборной Словакии.

## Клубная карьера
Начал заниматься футболом на родине в клубе «Еднота» (Кошице). Летом 2011 года в возрасте 15 лет он уехал в соседний «Земплин» (Михаловце). Летом 2012 года он подписал трехлетний контракт с итальянским «Ювентусом», где он выступал за молодёжные команды, а во второй половине сезона 2013/14 годов на правах аренды играл за клуб из Примаверы «Дженоа».
В феврале 2015 года он перешёл в «Сампдорию», подписав контракт на три с половиной года. Сразу после этого Громада был отдан в аренду на шесть месяцев в клуб «Про Верчелли», впрочем и здесь он выступал исключительно в молодёжных командах.
12 августа 2015 года Громада подписал двухлетнее арендное соглашение с клубом «Сеница». 15 августа 2015 года он дебютировал на профессиональном уровне в матче чемпионата против братиславского Слована. Всего за клуб сыграл 25 матчей в чемпионате, в которых забил пять мячей, а следующий сезон, также на правах аренды провёл в чешской «Виктории». 17 августа 2016 года он дебютировал в Лиге чемпионов УЕФА в квалификационном матче против «Лудогорца».
20 июня 2017 года он стал игроком пражской «Славии» и в первом же сезоне выиграл с командой Кубок Чехии. За пражскую команду сыграл 15 матчей в национальном чемпионате.
В январе 2020 года он был отдан в аренду в «Слован Либерец».
В июле того же года снова был арендован «Слованом».

## Международная карьера
В 2011 году Громада дебютировал в составе юношеской сборной Словакии. Он принял участие в 17 играх на юношеском уровне, отметившись 3 забитыми голами.
С 2016 по 2018 год привлекался в состав молодежной сборной Словакии. Был в составе команды, которая квалифицировалась на молодежный чемпионат Европы 2017 в Польше, однако в окончательную заявку на турнир не попал из-за травмы и был заменён на Мирослава Качера. На молодёжном уровне сыграл в 6 официальных матчах и забил 1 гол.
В марте 2021 года Громада впервые был вызван в сборную Словакии Штефаном Тарковичем на три квалификационных матча чемпионата мира 2022 года против Кипра, Мальты и России.
После двух неудачных матчей против Кипра (в гостях 0:0) и Мальты (дома 2:2), в которых Громада оставался на скамейке запасных. 30 марта 2021 года он дебютировал за сборную в решающем квалификационном матче против России, в котором мог Словакия выиграла 2:1. Шансы на квалификацию практически уменьшаются после первой серии матчей. Несколько неожиданно. Он получил жёлтую карточку в компенсированное время первого тайма после фола на Рифате Жемалетдинове. Громада был заменен после 60 минут игры на Патрика Грошовского. В его отсутствие Россия сравняла счёт голом Марио Фернандеса, после этого Роберт Мак забил гол и добыл победу словакам. После своего дебюта Громаду хвалили за демонстрацию «современного футбола», игру в защите, сбор подборов и скорость.

## Достижения
«Славия Прага»
- Чемпион Чехии: 2018/19
- Обладатель Кубка Чехии (2): 2017/18, 2018/19

## Личная жизнь
Его любимый футболист — Андреа Пирло, а клуб — лондонский «Арсенал».